# Ernest Albert-Favre
Ernest, Charles Albert-Favre, né le 27 juillet 1868 à Saint-Georges-lès-Baillargeaux dans la Vienne et mort le 16 juin 1952 à Saint-Georges-de-Didonne, dans le département de la Charente-Maritime, est un médecin et homme politique français.

## Biographie
Après ses études de médecine, Albert-Favre devient inspecteur de l'Assistance publique du département de la Seine.
En 1902, Émile Combes, alors président du Conseil et ministre de l'Intérieur et des Cultes, le nomme chef-adjoint de son cabinet ; par la suite, Albert-Favre obtient ses premiers mandats électoraux en devenant conseiller municipal puis maire de Rétaud.
En 1914, il est élu député de la Charente-Inférieure et rejoint le groupe parlementaire de la Gauche radicale, qui regroupe les députés radicaux qui n'ont pas rejoint le groupe unifié du Parti radical-socialiste.
Trois ans plus tard Georges Clemenceau l'appelle au gouvernement en qualité de sous-secrétaire d'État à l'Intérieur, poste qu'il conserva jusqu'à son départ (1920) ; il dira de lui : « Le plus drôle c'est qu'il était de l'opposition avant d'entrer dans mon cabinet; une fois entré, il est resté de l'opposition. Il avait ça dans le sang ».
Entretemps, il s'est fait réélire comme député en 1919, sur une liste « républicaine » (gauche et centre-gauche) opposée à une liste de droite et à une liste socialiste, et a rejoint le nouveau groupe de la Gauche républicaine démocratique, qui rassemble les Radicaux indépendants et les éléments avancés de l'Alliance démocratique. Il ne se représente pas lors du scrutin de 1924. C'est qu'il a été écarté de la liste de gauche. Les élus locaux et les représentants des associations de gauche de la Charente-Inférieure se sont mis d'accord pour laisser un siège à un candidat socialiste et ont voté pour désigner les 5 autres candidats de la liste d'union de la gauche. Albert-Favre, trop modéré, n'est arrivé qu'en 6e position et s'est conformé au vote comme il en avait pris l'engagement.
Il est candidat en 1928 contre le député sortant radical-socialiste Maurice Palmade, qui le bat au second tour de quelques voix, lors du scrutin qui est désormais uninominal. Partisan de Raymond Poincaré qu'il combattait auparavant, il était appuyé par une partie des forces opposées à la gauche. Pierre Taittinger, chef des Jeunesses patriotes et ancien député de la Charente-Inférieure, a ainsi appelé à le soutenir: « Les hésitations légitimes manifestées par les électeurs patriotes au premier tour ne doivent plus subsister. Les partisans du désordre marchant coude à coude contre ( Albert-Favre ), notre devoir est d'épauler cet homme. Homme de gauche ? Sans doute. Mais (...) quand chez un de ceux que nous avons loyalement combattus, nous trouvons des preuves manifestes de son attachement à l'ordre (...), nous ne le laissons pas abattre par ses ennemis ». En revanche, les royalistes de l'Action française dénoncent l'appui des catholiques apporté à celui qu'ils présentent comme un franc-maçon, ancien disciple de Combes, et se vantent de l'avoir fait battre.
A Paris, il devient membre du comité directeur d'un cercle mondain, le Cercle de l'Union interalliée. Après les élections de 1924, il se lie au banquier Albert Oustric, qui le fait entrer au conseil d'administration de sa banque et à ceux de plusieurs entreprises dans lesquelles Oustric a des intérêts: Maison de Gros, Ciments de Couzon, Banque du Centre, à Limoges, la Charentaise, banque de Bordeaux, Omnium industriel et commercial. Il accepte de faire des démarches pour Oustric auprès du ministère du commerce afin de hâter la cotation en France d'une société italienne de soie artificielle, la Snia-Viscosa. Cela lui vaut d'être mis en cause en 1930 dans l'affaire Oustric aux côtés de plusieurs anciens ministres. Il comparaît en 1931 devant la Haute Cour de Justice, mais est acquitté faute de preuve au mois de juillet de la même année.
Il tente de revenir en politique à la fin des années 1930. Il est réélu conseiller général en 1937 mais il n'arrive qu'en troisième position au premier tour d'une élection législative partielle en mai 1938 à Saintes. Il retire sa candidature à la veille de second tour, afin de faire triompher « la majorité antimarxiste » et soutenir le gouvernement d'Édouard Daladier. Il se présente sans succès aux élections sénatoriales la même année ainsi qu'à une élection sénatoriale partielle l'année suivante.
Sous l'Occupation, il déclare en 1942 qu'il croit en la victoire allemande et qu'il la souhaite, « parce que, sans elle, c'est inévitablement pour l'Europe, et par conséquent, pour notre pays, l'effondrement dans la guerre civile et le chaos ». Demeuré conseiller général du canton de Gémozac et maire de Retaud, il est nommé par le régime de Vichy membre du conseil départemental de la Charente-Maritime en 1943. A la Libération, il est condamné par la Cour de justice de Saintes aux travaux forcés à perpétuité.
Il décède en 1952 dans sa 84e année.

## Sources
- « Ernest Albert-Favre », dans le Dictionnaire des parlementaires français (1889-1940), sous la direction de Jean Jolly, PUF, 1960 [détail de l’édition]